# Kennedys sjukdom
Kennedys sjukdom är en ärftlig neuromuskulär sjukdom som kännetecknas av långsamt fortskridande muskelförtvining och svaghet. Kennedys sjukdom har likheter med ALS, amyotrofisk lateralskleros men förloppet är betydligt lindrigare. Det är därför viktigt att hålla isär dessa diagnoser.
Sjukdomen beskrevs första gången 1968 av den amerikanske neurologen William R Kennedy.
Sedan dess har ett trettiotal olika termer använts, till exempel spinobulbär muskelatrofi (SBMA) eller X-kromosombunden spinobulbär neuronopati. Det finns ännu inget sätt att bota de som drabbats av Kennedys sjukdom.

## Förekomst
I Sverige känner man till några tiotal personer med Kennedys sjukdom. Från västra Finland har en relativt hög förekomst rapporterats. Dessa tillhör nästan uteslutande den finlandssvenska befolkningen i landskapet Österbottens kustland.,   Eftersom Kennedys sjukdom är sällsynt och symtomen ibland kan vara lindriga är det sannolikt att en del personer med sjukdomen ännu inte har fått diagnos. En finsk doktorsavhandling pekar särskilt ut den svenskspråkiga populationen i och utanför staden Vasa: "Suomessa Kennedyn tautia esiintyy lähinnä Vaasan ympäristössä, ja suuri osa perheistä on ruotsinkielisiä" ("I Finland förekommer Kennedys sjukdom huvudsakligen i Vasa med omgivningar, och ett stort antal av (de drabbade) familjerna är svenskspråkiga"). Den huvudsakligen svenskspråkiga kommun som ligger som ett spegelvänt C runt Vasa heter Korsholms kommun. Finländare med Kennedys sjukdom tycks ha en gemensam förfader, och detta gäller för svenskarna och norrmännen också, men inte för de danskar som undersökts.

## Orsak och symtom
Vid Kennedys sjukdom fungerar androgenreceptorerna inte som de ska, vilket leder till att aktiverade men skadade receptorer ansamlas i cytoplasman i stället för att söka sig till cellkärnan. Androgenreceptorer är ett signalprotein som finns inuti cellerna och som svarar på signaler från manligt könshormon (androgener). Androgenreceptorer finns i flera av kroppens vävnader och i centrala nervsystemet samt i de nerver i hjärnstammen och ryggmärgen som styr musklerna. . När manligt könshormon har bundits till receptorn aktiveras den och vandrar till cellkärnan. Där ger den signaler till olika gener som gör att produktionen av vissa andra proteiner som är inblandade i många reaktioner ökar.
Vid Kennedys sjukdom medför ansamlingen av muterad androgenreceptoer i de motoriska nervcellerna i ryggmärgen att de elektriska och kemiska signaler som normalt utväxlas mellan nervceller och muskler störs, vilket i sin tur leder till att musklerna förtvinar. Eftersom androgenreceptorn inte ger normala signaler till cellkärnan kan också effekten av manligt könshormon bli nedsatt. Även känselnerver och nerver som styr icke-viljemässiga funktioner, som svettning (autonoma nerver), påverkas.

### Symtom
Symtomen vid Kennedys sjukdom utvecklas vanligen mellan 15 och 60 års ålder. Förutom överdriven svettning och ökad hud- och/eller smärtkänslighet innebär denna neuromuskulära sjukdom att musklerna försvagas och sakta förtvinar. Många med sjukdomen har kvar förmågan att gå livet ut, men en del kan behöva rullstol.
De första symtomen är emellertid småryckningar i ben-, arm-, och bålmuskulatur. Senreflexerna är nedsatta eller saknas helt. Ofta förekommer även muskelkramper och skakningar i händerna många år innan svagheten utvecklas.
Nästa grupp av symtom är en försvagning av ansiktsmusklerna. Den drabbade får i regel små ryckningar runt munnen samt i tungan och kan även få svårt att svälja (dysfagi) och att uttala ord tydligt (dysartri). En allt mer bemärkt muskelsvaghet i benen kan leda till en omfattande motorisk funktionsnedsättning, som i varierande omfattning genererar ett hjälpbehov som påverkar den drabbades integritet och autonomi i vardagen. Många med sjukdomen har kvar förmågan att gå livet ut medan andra kan behöva rullstol och kommunala stödinsatser. Svalg- och hostreflexen blir nedsatt som en följd av en tilltagande svaghet i ansikts- och svalgmuskulaturen. Detta ökar i sin tur risken för att bakterier från övre luftvägarna går ned i lungorna och orsakar lunginflammation.
Nedsatt påverkan av manligt könshormon yttrar sig som förstorade bröstkörtlar och nedsatt sexuell funktion. Minskad sexuell lust, nedsatt fertilitet och impotens samt testikelförtvining finns hos ungefär hälften av dem som har Kennedys sjukdom. Spermieproduktionen kan påverkas och fertiliteten minska efter hand som sjukdomen fortskrider. Personer med lindriga symtom behöver däremot inte ha några tecken på nedsatt sexuell funktion eller påverkad fertilitet.

## Ärftlighet
Kennedys sjukdom orsakas av en muterad gen (förändrat arvsanlag) belägen på X-kromosomen, som är en av de könsbestämmande kromosomerna. Män har normalt en X-kromosom (och en Y-kromosom), medan kvinnor har två X-kromosomer. X-kromosombundet recessivt ärftliga sjukdomar förekommer därför som regel endast hos män och nedärvs via vanligen friska kvinnliga bärare av en normal och en muterad gen. Söner till kvinnliga bärare av en muterad gen löper 50 procents risk att ärva sjukdomen, och döttrar löper samma risk att bli friska bärare av en muterad gen. En man med en X-kromosombundet recessivt ärftlig sjukdom kan inte överföra den till sina söner, men alla döttrar blir bärare av den muterade genen.